# 39. National Hockey League All-Star Game
Das 39. National Hockey League All-Star Game wurde am 9. Februar 1988 in St. Louis ausgetragen. Das Spiel fand in der St. Louis Arena, der Spielstätte des Gastgebers St. Louis Blues statt. Die All-Stars der Prince of Wales Conference schlugen die der Campbell Conference knapp mit 6:5 in der Overtime. Das Spiel sahen 17.878 Zuschauer. Mario Lemieux von den Pittsburgh Penguins wurde zum MVP gekürt. 

## Punkte-Rekorde
Sowohl Mario Lemieux, der mit drei Toren und drei Assists an allen Treffern seines Teams beteiligt war, als auch Mats Näslund mit fünf Assists (darunter alle drei Tore von Lemieux) haben Scorer-Rekorde in einem All-Star-Spiel aufgestellt, die auch heute noch gültig sind. 

## Mannschaften
| #           | Land               | Spieler          | Pos.             | Team                |
| Torhüter    |                    |                  |                  |                     |
| 27          | Kanada             | Ron Hextall      | Ron Hextall      | Philadelphia Flyers |
| 33          | Kanada             | Patrick Roy      | Patrick Roy      | Montréal Canadiens  |
| Verteidiger |                    |                  |                  |                     |
| 2           | Vereinigte Staaten | Mark Howe        | Mark Howe        | Philadelphia Flyers |
| 5           | Kanada             | Denis Potvin     | Denis Potvin     | New York Islanders  |
| 7           | Kanada             | Paul Coffey      | Paul Coffey      | Pittsburgh Penguins |
| 19          | Kanada             | Larry Robinson   | Larry Robinson   | Montréal Canadiens  |
| 29          | Schweden           | Kjell Samuelsson | Kjell Samuelsson | Philadelphia Flyers |
| 77          | Kanada             | Ray Bourque      | Ray Bourque      | Boston Bruins       |
| Angreifer   |                    |                  |                  |                     |
| 8           | Kanada             | Cam Neely        | RW               | Boston Bruins       |
| 9           | Kanada             | Kirk Muller      | C                | New Jersey Devils   |
| 11          | Kanada             | Kevin Dineen     | RW               | Hartford Whalers    |
| 12          | Kanada             | Mike Gartner     | RW               | Washington Capitals |
| 15          | Vereinigte Staaten | Pat LaFontaine   | C                | New York Islanders  |
| 16          | Kanada             | Michel Goulet    | LW               | Québec Nordiques    |
| 20          | Kanada             | Dave Poulin      | C                | Philadelphia Flyers |
| 21          | Finnland           | Christian Ruuttu | C                | Buffalo Sabres      |
| 25          | Schweden           | Mats Näslund     | LW               | Montréal Canadiens  |
| 26          | Tschechoslowakei   | Peter Šťastný    | C                | Quebec Nordiques    |
| 28          | Schweden           | Tomas Sandström  | RW               | New York Rangers    |
| 66          | Kanada             | Mario Lemieux    | C                | Pittsburgh Penguins |

| #           | Land               | Spieler        | Pos.           | Team                  |
| Torhüter    |                    |                |                |                       |
| 30          | Kanada             | Mike Vernon    | Mike Vernon    | Calgary Flames        |
| 31          | Kanada             | Grant Fuhr     | Grant Fuhr     | Edmonton Oilers       |
| Verteidiger |                    |                |                |                       |
| 2           | Kanada             | Al MacInnis    | Al MacInnis    | Calgary Flames        |
| 3           | Kanada             | Brad McCrimmon | Brad McCrimmon | Calgary Flames        |
| 4           | Kanada             | Kevin Lowe     | Kevin Lowe     | Edmonton Oilers       |
| 5           | Kanada             | Rob Ramage     | Rob Ramage     | St. Louis Blues       |
| 21          | Vereinigte Staaten | Gary Suter     | Gary Suter     | Calgary Flames        |
| 33          | Vereinigte Staaten | Al Iafrate     | Al Iafrate     | Toronto Maple Leafs   |
| Angreifer   |                    |                |                |                       |
| 8           | Kanada             | Greg Adams     | C              | Vancouver Canucks     |
| 9           | Kanada             | Glenn Anderson | LW             | Edmonton Oilers       |
| 10          | Kanada             | Dale Hawerchuk | C              | Winnipeg Jets         |
| 11          | Kanada             | Mark Messier   | LW             | Edmonton Oilers       |
| 17          | Finnland           | Jari Kurri     | RW             | Edmonton Oilers       |
| 18          | Kanada             | Denis Savard   | C              | Chicago Blackhawks    |
| 19          | Kanada             | Steve Yzerman  | C              | Detroit Red Wings     |
| 20          | Kanada             | Luc Robitaille | LW             | Los Angeles Kings     |
| 23          | Kanada             | Brian Bellows  | RW             | Minnesota North Stars |
| 24          | Kanada             | Bob Probert    | LW             | Detroit Red Wings     |
| 25          | Kanada             | Joe Nieuwendyk | C              | Calgary Flames        |
| 99          | Kanada             | Wayne Gretzky  | C              | Edmonton Oilers       |

## Spielverlauf

### Wales Conference All-Stars 6 – 5 (OT) Campbell Conference All-Stars
All Star Game MVP: Mario Lemieux (3 Tore, 3 Assists)
| Team       | Zeit  | Stand | Torschütze      | Vorlagengeber  | Vorlagengeber  |
| 1. Drittel |       |       |                 |                |                |
|            | 3:25  | 0–1   | Dale Hawerchuk  | Brian Bellows  | Joe Nieuwendyk |
|            | 14:45 | 1–1   | Tomas Sandström | Mario Lemieux  | Mats Näslund   |
|            | 18:46 | 1–2   | Wayne Gretzky   | Bob Probert    |                |
| 2. Drittel |       |       |                 |                |                |
|            | 24:28 | 2–2   | Mike Gartner    | Mario Lemieux  |                |
|            | 30:08 | 3–2   | Peter Šťastný   | Mario Lemieux  | Mats Näslund   |
|            | 31:34 | 4–2   | Mario Lemieux   | Mats Näslund   |                |
|            | 35:09 | 4–3   | Luc Robitaille  | Denis Savard   | Kevin Lowe     |
| 3. Drittel |       |       |                 |                |                |
|            | 45:19 | 4–4   | Denis Savard    | Luc Robitaille | Glenn Anderson |
|            | 48:07 | 5–4   | Mario Lemieux   | Mats Näslund   | Kevin Dineen   |
|            | 56:28 | 5–5   | Luc Robitaille  | Glenn Anderson | Denis Savard   |
| Overtime   |       |       |                 |                |                |
|            | 61:08 | 6–5   | Mario Lemieux   | Mats Näslund   | Kevin Dineen   |

Schiedsrichter: Denis Morel 

Linienrichter: Kevin Collins, Randy Mitton 

Zuschauer: 17.878